# Bisante (moneta)
Bisante è il nome medioevale delle monete d'oro bizantine.

## Storia della moneta
Le monete di oro non erano battute nell'Europa del primo Medioevo mentre le valute più diffuse erano in argento e bronzo; tuttavia circolavano in piccole quantità, provenienti dalla regione del Mar Mediterraneo, in particolare erano altamente stimate le monete d'oro del mondo islamico ( dīnār ) e bizantino. Queste ultime monete d'oro erano comunemente chiamate bisanti, dalla parola Byzantium, la forma latinizzata del nome greco originale (Βυζάντιον - "Byzántion") della capitale, Costantinopoli, da dove generalmente venivano le monete d'oro e a cui erano associate.
La monetazione in oro fu reintrodotta in Europa nel 1231 da Federico II di Svevia (con l'augustale del Regno di Sicilia, seguito nel 1252 dal fiorino della città-stato di Firenze e dal genovino della città-stato di Genova. I bisanti furono anche coniati, talvolta in leghe metalliche diverse, nel principato d’Antiochia, nel regno di Gerusalemme, nelle colonie veneziane di Acri, Tiro, Tripoli e Cipro.
Il rapporto tra oro ed argento in questo periodo era di 1:9.
Generalmente le monete d'oro erano usate quando i pagamenti avevano qualche speciale significato rituale o per mostrare una qualche forma di rispetto.
In araldica i bisanti sono figure in forma di dischi metallici.